# Yllenus nurataus
Yllenus nurataus är en spindelart som beskrevs av Logunov, Marusik 2003. Yllenus nurataus ingår i släktet Yllenus och familjen hoppspindlar. Inga underarter finns listade i Catalogue of Life.